# Norwegische Bandynationalmannschaft der Herren
Die norwegische Bandynationalmannschaft der Herren präsentiert Norwegen bei internationalen Spielen im Bandy. Norwegen gewann bei Weltmeisterschaften bislang eine Silber- und eine Goldmedaille. Seit 2001 belegte die Mannschaft stets den fünften Platz bei Weltmeisterschaften.
Trainer der Nationalmannschaft ist Thomas Moen. Er ist zugleich mit 132 Einsätzen auch Rekordspieler der Auswahl.

## Geschichte
Das erste Länderspiel bestritt Norwegen am 6. Februar 1927 im Osloer Stadtteil Frogner gegen die Auswahl Schwedens. Norwegen verlor das Spiel mit 1:3. Das erste Spiel gegen Finnland am 13. Februar 1940 in Oslo verlor Norwegen mit 1:2. Den ersten Sieg feierte Norwegen 1952 während der Olympischen Winterspiele, bei denen Bandy als Demonstrationssportart zum Programm gehörte. Norwegen bezwang die Auswahl Schwedens mit 2:1. Das Spiel gegen Finnland am Tag zuvor hatten die Norweger mit 2:3 verloren. Bei einem internationalen Turnier in Moskau im Februar 1954 spielte Norwegen zum ersten Mal gegen die Sowjetunion und verlor mit 0:8.
Norwegen gehörte ebenso wie die Sowjetunion, Schweden und Finnland zu den gemeldeten Mannschaften für die ersten Weltmeisterschaften 1957 in Helsinki. Aufgrund politischer Gründe (Niederschlagung der Aufstände in Ungarn durch die Sowjetunion 1956) blieb Norwegen dem Turnier jedoch fern. Die erste Teilnahme erfolgte vier Jahre später 1961 bei den zweiten Weltmeisterschaften, die im eigenen Land ausgetragen wurde. Norwegen verlor das erste WM-Spiel gegen Schweden mit 1:2. Nach zwei weiteren Niederlagen gegen die Sowjetunion (1:9) und Finnland (3:4) belegte die Mannschaft den vierten und damit letzten Platz. Bei der folgenden Weltmeisterschaft 1963 in Schweden gelang durch ein 2:2 gegen Finnland der erste Punktgewinn bei einer Weltmeisterschaft. Jedoch kam Norwegen auch 1963 nicht über den vierten Platz hinaus. 1965 gelang Norwegen mit dem Gewinn der Silbermedaille der größte Erfolg bei Bandy-Weltmeisterschaften. Das Team trennte sich 2:2 von Schweden, verlor anschließend gegen die Sowjetunion mit 0:4, gewann dafür aber das abschließende Spiel gegen Finnland mit 1:0. Bis 1993 sollte dies die einzige Medaille für die Norweger sein.
Nach einem vierten Platz 1967 und einem zweiten Boykott 1969, diesmal aufgrund der Niederschlagung des Prager Frühlings durch die Sowjetarmee belegten die Norweger bis 1993 stets den vierten Platz. 1993 gewannen die Norweger bei der Heim-Weltmeisterschaft in Hamar die Bronzemedaille. In der Gruppenphase hatte die Mannschaft zwar zunächst alle drei Spiele verloren. Nach einem Qualifikationsspiel gegen die Vereinigten Staaten, dass die Norweger mit 7:0 gewannen und einer 3:6-Halbfinalniederlage gegen Schweden revanchierte man sich im kleinen Finale mit einem 5:3 gegen Finnland für die 1:4-Niederlage in der Gruppenphase.
Ab 1995 nahm Kasachstan an den Bandy-Weltmeisterschaften teil. Die Kasachen bezwangen bereits bei ihrem WM-Debüt die Norweger mit 4:2 und verdrängten Norwegen damit auf den fünften Platz im Endklassement. 1997 in Schweden trennten sich die beiden Teams in der Vorrunde mit 7:7. Im Viertelfinale gewannen die Kasachen die zweite Begegnung mit 5:2. 1999 gelang es den Norwegern schließlich das bislang letzte Mal, nach einem 6:2 in der Gruppenphase vor Kasachstan den vierten Platz zu belegen. Seit 2001 wurde Norwegen stets Fünfter.

## Platzierungen
| Jahr | Austragungsort | Platzierung             | Bemerkung               |
| ---- | --- | ----------------------- | ----------------------- |
| 1957 | Finnland Helsinki | Teilnahme zurückgezogen | Teilnahme zurückgezogen |
| 1961 | Norwegen Oslo, Drammen, Porsgrunn, Stabekk, Mjøndalen                                                                                         | 4. Platz                |                         |
| 1963 | Schweden Nässjö, Karlstad, Katrineholm, Uppsala, Västerås, Stockholm                                                                          | 4. Platz                |                         |
| 1965 | Sowjetunion Archangelsk, Iwanowo, Kursk, Moskau, Swerdlowsk                                                                                   | 2. Platz                |                         |
| 1967 | Finnland Helsinki, Mikkeli, Oulu, Varkaus, Lappeenranta                                                                                       | 4. Platz                |                         |
| 1969 | Schweden Katrineholm, Lidköping, Nässjö, Uppsala, Vänersborg, Örebro                                                                          | Teilnahme zurückgezogen | Teilnahme zurückgezogen |
| 1971 | Schweden Eskilstuna, Göteborg, Katrineholm, Lidköping, Motala, Oxelösund, Skövde, Stockholm, Uppsala, Vänersborg, Västerås, Örebro            | 4. Platz                |                         |
| 1973 | Sowjetunion Krasnogorsk, Moskau | 4. Platz                |                         |
| 1975 | Finnland Espoo, Imatra, Kemi, Lappeenranta, Mikkeli, Tornio, Oulu, Varkaus                                                                    | 4. Platz                |                         |
| 1977 | Norwegen Drammen, Mjøndalen, Oslo, Stabekk | 4. Platz                |                         |
| 1979 | Schweden Eskilstuna, Göteborg, Katrineholm, Kungälv, Köping, Stockholm, Trollhättan                                                           | 4. Platz                |                         |
| 1981 | Sowjetunion Chabarowsk | 4. Platz                |                         |
| 1983 | Finnland Helsinki, Porvoo | 4. Platz                |                         |
| 1985 | Norwegen Drammen, Mjøndalen, Oslo, Røa, Solbergelva, Ullern                                                                                   | 4. Platz                |                         |
| 1987 | Schweden Göteborg, Katrineholm, Kungälv, Köping, Lidköping, Motala, Skövde, Stockholm, Trollhättan, Vänersborg, Örebro                        | 4. Platz                |                         |
| 1989 | Sowjetunion Krasnogorsk, Moskau | 4. Platz                |                         |
| 1991 | Finnland Helsinki, Porvoo | 4. Platz                |                         |
| 1993 | Norwegen Hamar | 3. Platz                |                         |
| 1995 | Vereinigte Staaten Roseville | 5. Platz                |                         |
| 1997 | Schweden Fagersta, Grängesberg, Katrineholm, Köping, Otterbäcken, Sandviken, Skövde, Slottsbron, Stockholm, Trollhättan, Vänersborg, Västerås | 5. Platz                |                         |
| 1999 | Russland Archangelsk | 4. Platz                |                         |
| 2001 | Schweden & Finnland Haparanda, Oulu | 5. Platz                |                         |
| 2003 | Russland Archangelsk | 5. Platz                |                         |
| 2004 | Schweden Grängesberg, Sandviken, Stockholm, Uppsala, Västerås                                                                                 | 5. Platz                |                         |
| 2005 | Russland Kasan | 5. Platz                |                         |
| 2006 | Schweden Eskilstuna, Gustavsberg, Katrineholm, Linköping, Oxelösund, Stockholm, Västerås                                                      | 5. Platz                |                         |
| 2007 | Russland Kemerowo | 5. Platz                |                         |
| 2008 | Russland Moskau | 5. Platz                |                         |
| 2009 | Schweden Eskilstuna, Solna, Stockholm, Uppsala, Västerås                                                                                      | 5. Platz                |                         |
| 2010 | Russland Moskau | 5. Platz                |                         |
| 2011 | Russland Kasan | 5. Platz                |                         |
| 2012 | Kasachstan Almaty | 5. Platz                |                         |
| 2013 | Schweden & Norwegen Vänersborg, Trollhättan, Göteborg, Oslo                                                                                   | 5. Platz                |                         |
| 2014 | Russland Irkutsk |                         |                         |

## Bekannte Spieler
- Robert Arnesen (* 1974), von 1998 bis 2007.